# عامل ناشناخته
عامل ناشناخته (به انگلیسی: Psi Factor: Chronicles of the Paranormal) یک سریال تلویزیونی ۸۸ قسمتی کانادایی در ژانر علمی-تخیلی است که بین ۱۹۹۶ تا ۲۰۰۰ تولید و پخش شد.

## داستان
مجموعهٔ تلویزیونی عامل ناشناخته به حوادث و ماجراهایی عجیب و مرموز می‌پردازد که بعضی از آن‌ها دلایل علمی دارند اما منشأ برخی دیگر از آن‌ها ماوراءالطبیعه است. این داستان‌ها برگرفته از پرونده‌هایی واقعی اعلام می‌شوند که در ادارهٔ تحقیق و بررسی علمی (O.S.I.R) ثبت شده‌اند. این اداره یک سازمان خیالی است، اما برخی از مردم با توجه به توضیحاتی که دَن آیکروید در ابتدا و انتهای هر قسمت می‌داد، تصور می‌کردند این اداره وجود خارجی دارد.